# Чиншанло, Зульфия Салахаровна
Зульфия́ Салаха́ровна Чиншанло́ (каз. Зүлфия Салахарқызы Чиншанло, кит. упр. 赵常玲, пиньинь Zhào Chánglíng, палл. Чжао Чанлин; род. 25 июля 1993, Китай, Хунань, Юнчжоу) — казахстанская тяжелоатлетка, трёхкратная чемпионка мира, бронзовый призёр летних Олимпийских игр 2020 в Токио в весовой категории до 55 кг. Установила несколько мировых рекордов.

## Биография
Достоверные сведения о происхождении Чиншанло отсутствуют, в средствах массовой информации приводятся противоречивые сведения. Одна из версий, что она дунганка, так же, как и Майя Манеза. Некоторые китайские источники утверждают о ханьском происхождении Чиншанло, ссылаясь на якобы данное интервью её матери. В 2007 году в возрасте 14 лет Зульфия была приглашена в Казахстан заниматься тяжёлой атлетикой и уже через год вошла в сборную страны.
Согласно китайским СМИ, настоящее имя спортсменки — Чжао Чанлин, и она родилась 25 июля 1993 года в уезде Дао городского округа Юнчжоу, провинция Хунань. В 2007 году её перевели в Казахстан, переименовали в Зульфию и присоединили к национальной женской сборной Казахстана по тяжёлой атлетике .
В 2009 году на чемпионате мира среди взрослых, в возрасте 16 лет Зульфия стала самым молодым чемпионом мира, побив предыдущий рекорд Ильи Ильина ставшего чемпионом мира в возрасте 17 лет.

## Спортивные достижения

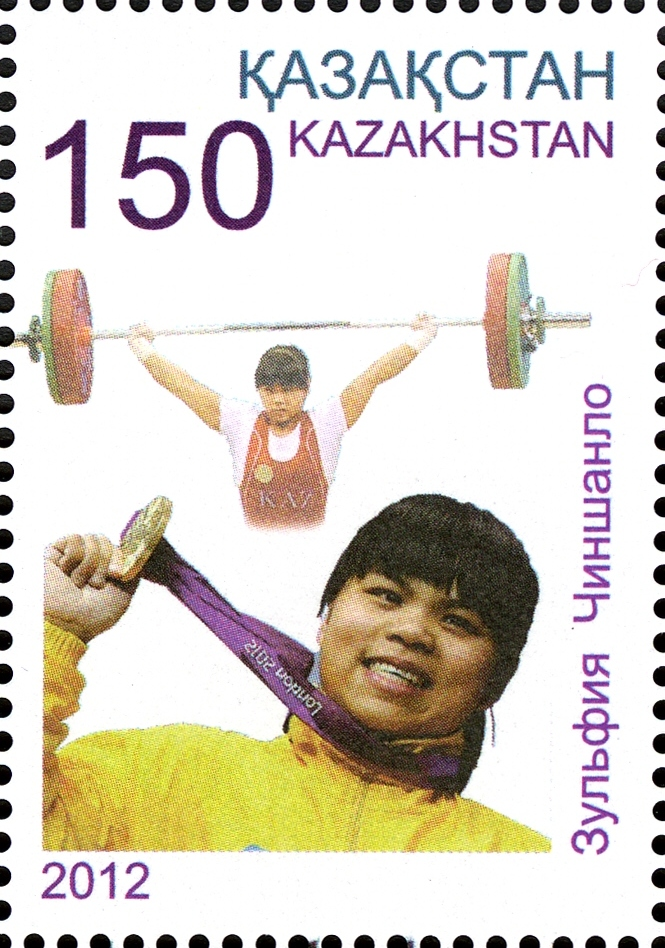
Марка Казахстана, 2013

В юношеской группе стала бронзовым призёром юношеского чемпионата мира 2009 года в Чиангмэе (Таиланд) и серебряным призёром первых юношеских Олимпийских игр 2010 года в Сингапуре (категория до 58 кг).
Во взрослой группе соревнуется в категории до 53 кг.
Является чемпионкой мира 2009, 2011 и 2014 годов, серебряным призёром Азиатских Игр 2010 и 2014 годов, чемпионкой Казахстана 2009, 2010, 2011 и 2012 годов. Выступает за Алматинскую область.
29 июля 2012 года выиграла золотую медаль на Олимпийских играх в Лондоне, но в 2016 году была лишена награды в связи с использованием допинга.
Последовательно установила несколько мировых рекордов в толчке — 130 кг (ЧМ, Париж, 2011); 131 кг (ОИ, Лондон, 2012), 132 кг (ЧМ, Инчхон, 2014), 133 кг и 134 кг (ЧМ, Алма-Ата, 2014). Рекорд в 134 кг является действующим.
15 июня 2016 года решением Международной федерации тяжёлой атлетики временно отстранена от занятий спортивной деятельностью в связи с неблагоприятными результатами допинг-проб взятыми у спортсменки на Олимпийских Играх в Лондоне в 2012 году. В пробе спортсменки были найдены анаболические стероидные препараты Станозолол и Оксандролон.
5 июля 2016 года Министр культуры и спорта РК Арыстанбек Мухамедиулы заявил, что Илья Ильин, Светлана Подобедова, Майя Манеза и Зульфия Чиншанло пропустят Олимпиаду в Рио-де-Жанейро из-за допингового скандала.
19 октября 2016 года Международный олимпийский комитет за использование допинга лишил Чиншанло золотой медали Летних Олимпийских игр 2012 года
26 июля 2021 года в Токио на летних Олимпийских играх 2020 в весовой категории до 55 кг в сумме двоеборья подняла 213 (90+123) кг и заняла третье место.
9 октября 2022 года в Манаме на Чемпионате Азии по тяжёлой атлетике в весовой категории до 55 кг в сумме двоеборья подняла 220 (95+125) кг и заняла первое место.

## Личная жизнь
В начале лета 2013 года вышла замуж.

## Звания и награды
- Лучшая тяжелоатлетка мира 2012 года.
- Заслуженный мастер спорта Казахстана.
- Почётный гражданин Алматинской области (2012)[13].
- Орден «Курмет»
- Орден «Барыс» II степени
- Орден «Достык» II степени (13 августа 2021)[14]